# Граф Кэткарт
Граф Кэткарт (англ. Earl Cathcart) — наследственный титул в системе Пэрства Соединённого королевства.

## История
Титул графа Кэткарт был создан 16 июля 1814 года для шотландского военного и дипломата Уильяма Кэткарта, 1-го виконта Кэткарта (1755—1843). Семья Кэткарт происходила от сэра Алана Кэткарта (ум. 1497), который между 1447 и 1460 годами получил титул лорда Кэткарта, став пэром Шотландии. Позднее он являлся хранителем западной марки и мастером артиллерии. Его потомок, Алан Кэткарт, 3-й лорд Кэткарт (ум. 1547), погиб в битве при Пинки. Его отец Алан Кэткарт, мастер Кэткарт, был одним из многих шотландских дворян, погибших в битве при Флоддене в 1513 году. З-му лорду наследовал его сын, Алан Кэткарт, 4-й лорд Кэткарт (1537—1618). Он участвовал в битве при Лангсайде в 1568 году и занимал должность мастера Хаусхолда при короле Якове VI Стюарте. Его потомок, Чарльз Кэткарт, 8-й лорд Кэткарт (1686—1740), был военным. Он дослужился до чина генерал-майора британской армии и заседал в Палате лордов в качестве избранного шотландского пэра-представителя (1734—1740). В 1740 году Лорд Кэткарт был назначен главнокомандующим английскими войсками в Америке, но скончался на пути и был похоронен на острове Доминика.
Его преемником стал его сын, Чарльз Шоу Кэткарт, 9-й лорд Кэткарт (1721—1776). Он был генерал-лейтенантом британской армии (1760), а также послом Великобритании в Российской империи (1768—1772). В 1752—1776 годах лорд Кэткарт заседал в Палате лордов в качестве избранного шотландского пэра-представителя. Его сын, Уильям Кэткарт, 10-й лорд Кэткарт (1755—1843), был известным военачальником и дипломатом. Он имел чин генерала британской армии. В 1788—1843 годах Лорд Кэткарт был шотландским пэром-представителем в Палате лордов Великобритании. Как и его отец, он был послом Великобритании в России (1805—1806, 1812—1820). В 1807 году для него были созданы титулы барона Гринока из Гринока в графстве Ренфрушир и виконта Кэткарта из Кэткарта в графстве Ренфрушир. В 1814 году он получил титул графа Кэткарта. Все эти титулы являлись Пэрством Соединённого королевства.
Ему наследовал в 1843 году второй сын, Чарльз Мюррей Кэткарт, 2-й граф Кэткарт (1783—1859). Как и его отец, он имел чина генерала британской армии, а также являлся генерал-губернатором Канады (1846—1847). Его преемником стал его второй сын, Алан Фредерик Кэткарт, 3-й граф Кэткарт (1828—1905). Он был заместителем лейтенанта в Северном Йоркшире и президентом королевского сельскохозяйственного общества. Его старший сын, Алан Кэткарт, 4-й граф Кэткарт (1856—1911), был заместителем лейтенанта Северного Йоркшира. Он не был женат, его преемником стал его младший брат, Джордж Кэткарт, 5-й граф Кэткарт (1862—1927). Его сын, Алан Кэткарт, 6-й граф Кэткарт (1919—1999), имел чин генерал-майора британской армии и занимал должность вице-спикера Палаты лордов парламента Великобритании (1976—1989). В 1970-1973 годах он командовал британским сектором в Западном Берлине. Его преемником стал его единственный сын, Чарльз Алан Эндрю Кэткарт, 7-й граф Кэткарт (род. 1952). Он является одним из 90 избранных наследственных пэров, которые сохранили место в Палате лордов после принятия верхней палатой закона о пэрах 1999 года. В том же 1999 года он лишился места в Палате лордов, но в 2007 году после смерти лорда Моубрея был вторично избран в Палату лордов.
Граф Кэткарт — наследственный вождь шотландского равнинного клана Кэткарт.

## Другие известные представители семьи Кэткарт
- Достопочтенный сэр Джордж Кэткарт (1794—1854), генерал британской армии, четвертый сын 1-го графа Кэткарта
- Достопочтенный Чарльз Кэткарт (1759—1788), полковник британской армии, депутат Палаты общин от Клакманнаншира, младший сын 9-го лорда Кэткарта
- Достопочтенная Луиза Кэткарт (1758—1843), дочь 9-го лорда Кэткарта, супруга с 1776 года Дэвида Мюррея, 7-го виконта Стормонта (1727—1796). В 1793 году после смерти его дяди Уильяма Мюррея, 1-го графа Мэнсфилда (1705—1793), она унаследовала титул 2-й графини Мэнсфилд (креация 1776 года). Её муж Дэвид Мюррей, 7-й виконт Стормонт, в 1793 году получил титул 2-го графа Мэнсфилда (креация 1792 года).

Родовое гнездо — Гатли Холл в окрестностях Факенхема в графстве Норфолк.

## Лорды Кэткарт (1460)
- Алан Кэткарт, 1-й лорд Кэткарт (ум. 1497)
  - Алан Кэткарт, мастер Кэткарт (ум. до 1497), сын предыдущего
- Джон Кэткарт, 2-й лорд Кэткарт (ум. декабрь 1535), сын предыдущего
  - Алан Кэткарт, мастер Кэткарт (ум. 9 сентября 1513), старший сын предыдущего
- Алан Кэткарт, 3-й лорд Кэткарт (ум. 10 сентября 1547), сын предыдущего
- Алан Кэткарт, 4-й лорд Кэткарт (1537 — декабрь 1618), сын предыдущего
  - Алан Кэткарт, мастер Кэткарт (1562 — 15 мая 1602), сын предыдущего
- Алан Кэткарт, 5-й лорд Кэткарт (1600 — 18 августа 1628), сын предыдущего
- Алан Кэткарт, 6-й лорд Кэткарт (1628 — 13 июня 1709), сын предыдущего
- Алан Кэткарт, 7-й лорд Кэткарт (1648 — 19 октября 1732), сын предыдущего
  - Алан Кэткарт (ум. август 1699), старший сын предыдущего
- Чарльз Кэткарт, 8-й лорд Кэткарт (1686 — 20 декабря 1740), младший брат предыдущего
  - Джордж Алан Кэткарт (род. 21 марта 1719), старший сын предыдущего
  - Джон Кэткарт (род. 21 марта 1719), второй сын 8-го лорда Кэткарта
- Чарльз Шоу Кэткарт, 9-й лорд Кэткарт (21 марта 1721 — 14 августа 1776), младший сын 8-го лорда Кэткарта
- Уильям Шоу Кэткарт, 10-й лорд Кэткарт (17 сентября 1755 — 16 июля 1843), старший сын 9-го лорда Кэткарта, виконт Кэткарт с 1807 года и граф Кэткарт с 1814 года.

## Графы Кэткарт (1814)

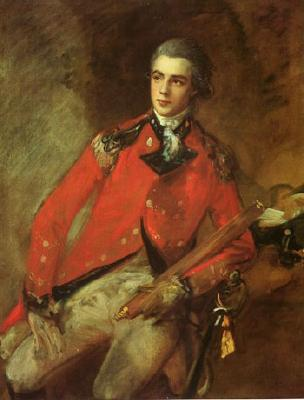
Уильям Шоу Кэткарт, 1-й граф Кэткарт (1755—1843)

- 1814—1843: Уильям Шоу Кэткарт, 1-й граф Кэткарт (17 сентября 1755 — 16 июля 1843), старший сын 9-го лорда Кэткарта
  - Уильям Кэткарт, мастер Кэткарт (13 июня 1782 — 5 июня 1804), старший сын предыдущего
- 1843—1859: Чарльз Мюррей Кэткарт, 2-й граф Кэткарт (21 декабря 1783 — 16 июля 1859), младший брат предыдущего
  - Достопочтенный Чарльз Кэткарт (23 ноября 1824 — 11 ноября 1825), старший сын предыдущего
- 1859—1905: Фредерик Алан Кэткарт, 3-й граф Кэткарт (14 ноября 1828 — 30 октября 1905), младший брат предыдущего
- 1905—1911: Алан Кэткарт, 4-й граф Кэткарт (16 марта 1856 — 2 сентября 1911), старший сын предыдущего
- 1911—1927: Джордж Кэткарт, 5-й граф Кэткарт (26 июня 1862 — 19 ноября 1927), третий сын 3-го графа Кэткарта
- 1927—1999: Генерал-майор Алан Кэткарт, 6-й граф Кэткарт (22 августа 1919 — 15 июня 1999), единственный сын предыдущего
- 1999 — настоящее время: Чарльз Эндрю Алан Кэткарт, 7-й граф Кэткарт (род. 30 ноября 1952), единственный сын предыдущего
  - Наследник: Алан Джордж Кэткарт, лорд Гринок (род. 16 марта 1986), единственный сын предыдущего.